# Edvin Ozolin
Edvin Ozolin   (Sant Petersburg, 12 de febrer de 1939) és un atleta rus, especialista en curses de velocitat, que va competir sota bandera soviètica durant les dècades de 1950 i 1960.
El 1960 va prendre part en els Jocs Olímpics d'Estiu de Roma, on disputà dues proves del programa d'atletisme. Guanyà la medalla de plata en els 4x100 metres, formant equip amb Gusman Kosanov, Leonid Bartenev i Yuriy Konovalov; mentre en els 100 metres quedà eliminat en sèries. Quatre anys més tard, als Jocs de Tòquio, va disputar tres proves del programa d'atletisme. Fou cinquè en els 4x100 metres, mentre en les altres dues proves quedà eliminat en sèries.
En el seu palmarès també destaquen dues medalles al Campionat d'Europa d'atletisme, de bronze en els 4x100 metres el 1958 i de plata en la mateixa prova el 1966. Guanyà tres medalles d'or i dues de plata en les diferents edicions de les Universíades en què participà. A nivell nacional guanyà 16 títols nacionals: en els 100 metres (1959 a 1963), 200 metres (1960-1961 i 1963), relleus 4×100 metres (1957, 1961, 1965-1966 i 1968) i 200 metres tanques (1963 i 1967). Va posseir el rècord soviètic dels 100 metres, amb un temps de 10.2", i el del 4x100 metres, amb un temps de 39.2 segons. Una vegada retirat va exercir durant molts anys d'entrenador.

## Millors marques
- 100 metres. 10.2" (1962)
- 200 metres. 20.8" (1965)[5]